# Taraxacum pseudolandmarkii
Taraxacum pseudolandmarkii é uma espécie de planta com flor pertencente à família Asteraceae. 
A autoridade científica da espécie é Franco & Rocha Afonso, tendo sido publicada em Nova Fl. Portugal 2: 527, 573 (1984).

## Portugal
Trata-se de uma espécie presente no território português, nomeadamente no Arquipélago dos Açores.
Em termos de naturalidade é possivelmente endémica na região atrás indicada.

## Protecção
Não se encontra protegida por legislação portuguesa ou da Comunidade Europeia.